# Crips

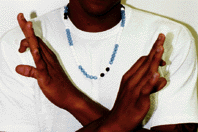
Handsymbool van de Crips

Crips is een bende uit Californië (Verenigde Staten) die vooral actief is in Los Angeles en Compton. De bende is in 1969 opgericht door Raymond Washington. Zijn grootste inspiratiebron was Craig Munson van de Avenues gang maar werd geweigerd om aan te sluiten vanwege zijn jonge leeftijd. Later kwam Stanley Williams bij de bende. Stanley oftewel Tookie werd zo gevreesd dat hij na een tijdje de bijnaam The king of the Crips kreeg. Ze zijn vooral bekend van hun dansje The Crip Walk.
De Crips zijn herkenbaar aan de blauwe bandana's die de leden dragen. Er zijn ook Cripbendes die andere kleuren dragen, maar die kleuren worden altijd gecombineerd met blauw. Zo staan de Grape Street Watts Crip bekend om het dragen van paars. Het symbool van de Crips is de letter C. Leden spellen dat ook met hun handen. De Crips zijn de grootste rivalen van de Bloods, maar zij zijn ook rivalen van Latino-bendes, zoals Florencia 13. Net als de Bloods bestaan de Crips voornamelijk uit Afro-Amerikaanse leden en hebben ze in de loop der tijd ook in de rest van de Verenigde Staten bendes opgericht, zoals in New York, Houston, Atlanta en Nashville.

## Geschiedenis van de oorspronkelijke Crips
De Crips komt voort uit de Baby Avenues. De Baby Avenues is in 1969 opgericht door Raymond Washington en niet veel later doopte hij de naam om tot de Crips. Er zijn meerdere plausibele theorieën over waarom Washington zijn bende Crips noemde en mogelijk zat er meer dan één reden achter de naamkeuze.
Voor de oprichting van de Baby Avenues hing Washington sporadisch rond een bende genaamd de Avenues, die in 1967 was opgericht door Craig Monson. De Avenues was actief rondom Hooper Avenue bij East 83rd Street, ongeveer een kwartier lopen vanaf East 76th Street. Daar woonde Washington bij zijn moeder, stiefvader, drie oudere broers en één jongere halfbroer. De Avenues was een kleine bende en had geen harde gangstercultuur of serieuze ambities tot territoriale expansie. De leden hielden zich voornamelijk bezig met bodybuilding. De oudere en fysiek sterkere Monson ergerde zich aan Washingtons grote mond en stond op een gegeven moment niet meer toe dat Washington met de Avenues omging.
Daaropvolgend richtte Washington de Baby Avenues op. Het was al een traditie om jonge bendeleden 'baby's' te noemen, bijvoorbeeld de Baby Businessmen: de derde generatie van de Businessmen, die actief was voor de Watts-rellen in 1965, terwijl de eerste generatie stamt uit de jaren '50. Washington nam enkele kenmerken over van Monsons bende, zoals het dragen van leren jasjes. Daarnaast had hij bewondering voor de Black Panthers, die regelmatig gratis ontbijt uitdeelden aan kinderen in Florence en andere buurten in zuid-Los Angeles die na de 'white flight' overwegend werden bewoond door Afro-Amerikanen. Washington keek in het bijzonder op tegen Al Prentice “Bunchy” Carter, een Renegade Slauson en leider van een Black Panther-afdeling die ook een inspiratie was van Craig Monson. Washington voegde verder unieke kenmerken toe: zo stonden de Baby Avenues erom bekend rond te lopen met wandelstokken in de stijl van zuurstokken.
Meer dan Monson hield Washington van mensen op de proef stellen, op de vuist gaan en zien of hij hen kon domineren. In deze tijd was Craig Craddock Washingtons belangrijkste vertrouweling. Samen waren het brede, nergens voor beduchte tieners. Washington was een viking, terwijl zijn jeugdvriend Craddock meer een overtuiger was, maar het kwam erop neer dat iedereen die zich niet aansloot bij de Baby Avenues op een pak rammel kon rekenen. Toen Bunchy's dood in 1969 een vacuüm achterliet en Monson in 1970 een straf moest uitzitten in San Quentin, zagen Washington en Craddock hun kans schoon om hun eigen bende te verspreiden als een lopend vuurtje.
De Baby Avenues hield als naam officieel op met bestaan toen er een alliantie kwam met Mack Thomas: de bende werd opgedeeld in twee 'sets', de East Side Crips geleid door Washington en de Compton Crips geleid door Thomas. Daarbij was de eerste de rechtstreekse voortzetting van de Baby Avenues, met 'originals' als Ecky, Number 1, Bull Dog en vele anderen. Washington had al een aardig territorium aan de oostkant van de Harbor Freeway. Een bendeleider genaamd Stanley “Tookie” Williams had een territorium aan de westkant van de snelweg rondom Saint Andrews Park. Nadat Washington in 1971 van John C. Fremont High School werd gestuurd ging hij naar Washington Preparatory High School, waar Tookie op zat. Washington sloot ook een pact met Tookie, die net als hij Craig Monson idoliseerde en graag naar ‘record hops’ (DJ-evenementen in de open lucht) ging. Het was volgens Tookie Washington die hem benaderde met het aanbod.
Met de gebundelde kracht van de East Side Crips, Compton Crips en West Side Crips konden de Crips een groot gedeelte van de straatbendes in de stad opslokken. Het was aansluiten of de vijand worden van de Crips. Sommige bendes sloten zich aan bij de Crips ter bescherming tegen andere bendes, zoals Jimel Barnes uit Avalon Gardens. Het waren vaak bodybuilders, zoals ook Michael Christian uit West 115th Street in de buurt van Doty Avenue in Inglewood. Black Johnny, set-leider van de Four-Tray Crips (refererend aan East 43rd Street), beschikte over een breed arsenaal wapens en was bereid dit bij het minste of geringste te gebruiken. Hetzelfde gold voor Tookie's compagnon Buddha. Bendes, die veelal dateerden van voor de Crips, konden het alleen tegen de Crips niet redden. Daarom begonnen Sylvester Scott and Benson Owens uit West-Compton in Centennial High School losstaande, Crip-vijandige bendes te verenigen als Piru sets. Aanleiding was de dood van een Brim door een Crip. Buiten Compton noemden deze bendes zich vanaf 1972 Bloods.
In 1972 werd Craig Craddock om het leven gebracht door een man die gek was geworden van zijn getreiter. Toen Washington twee jaar later naar de gevangenis ging bij Tracy voor een overval, werd Tookie de de facto leider van de Crips op basis van zijn beruchte status. Washington had het ondertussen moeilijk in de gevangenis. Gevangenisgroepen als de Black Guerrilla Family wilden niet alleen dat Washington zijn eigen gevangenisgroep zou rekruteren, ze hielden hem ook verantwoordelijk voor het geweld op straat. Hij overleefde het toen hij werd neergestoken door een medegevangene. Kort na zijn vrijlating in 1979 werd Washington vermoord vanuit een auto, wat nooit is opgehelderd. Tookie, die een alsmaar extremer leven ging leiden met toenemend gebruik van PCP, ging dat jaar naar de gevangenis voor meervoudige moord.

## Films over de Crips
In 2004 werd de film Redemption uitgebracht, over het leven van oprichter Stanley "Tookie" Williams, die vertolkt wordt door Jamie Foxx. Ten tijde van de film zat Williams in de dodencel, hij werd in 2005 geëxecuteerd. Er zijn ook enkele documentaires uitgekomen over de Crips zoals:
- Dead Homiez
- Gangsta King, Raymond Lee Washington
- Bastards of the Party
- Bangin On Wax The Documentary
- C-Walk, It's a way of livin
- Strapped & Strong

## Crips in Nederland
Eind jaren 80 raakten jongeren in Nederland, via verschillende media zoals films, muziek en boeken, geïnspireerd door het bendeleven in Los Angeles. Vooral in de grote steden in het westen vormden zich Cripsbendes, met name in Den Haag en Rotterdam, maar later ook in Amsterdam. Den Haag wordt gezien als de stad met de hoogste concentratie Cripsbendes. In de jaren 90 zijn er diverse Cripsleden uit Amerika gearresteerd in Nederland. Zij hielden zich voornamelijk bezig met overvallen. De Commissie Van Traa heeft in de jaren 90 onderzoek gedaan onder Cripsbendes in Nederland. Hoewel er veel Cripsbendes in Nederland waren, waren er maar twaalf die bestempeld konden worden als een criminele straatbende. De meeste leden bleken een strafblad te hebben met poging tot moord, doodslag, bedreiging, wapenbezit, beroving, wapenhandel, prostitutie, drugshandel, ripdeals, autohandel, afpersing, schietpartijen, vechtpartijen en drugsdelicten. De eerste Cripsbende in Nederland ontstond in 1989 toen de Haagse bende Crazy Underground Criminals (C.U.C.) haar naam wijzigde in Criminal Underground Crips. Tegenwoordig staan zij bekend als de Main Triad Crips. In 2009 kwam Strapped 'n Strong uit, een documentaire over een aantal leden van de Haagse bende Main Triad Crips, die elkaar eeuwige trouw hebben beloofd. De leden benadrukken die loyaliteit met tatoeages als Crip4Life. Enkele jaren voor het uitkomen van de documentaire verscheen er al een boek over hen geschreven door Saul van Stapele onder de naam Crips.nl.
In 1990 werd Eight Tray Gangster Crips opgericht in Den Haag en breidde zich al snel uit in Nederland voor namelijk in de grotere steden zoals Groningen, waar mede hoofd oprichters zich bevonden zoals van Dominicaanse afkomst Triple OG 2strike eXodus die in gehechte verbintenis stond met voormalige leden zoals Buddlocc van de MTC (Main Triad Crips) nu inmiddels bekend als Rollin200/calohwagohmc. Dit maakt Eight Tray Gangster Crips Ook bekend als ETGC en N.S.G.C (North Side Gangster Crips), naast Rollin200 een van de oudste en nog bestaande Crip formaties van Nederland.
Een aantal jaren geleden is er in Amsterdam ook een afdeling opgericht van de Crips. In de wijk Gein in Amsterdam Zuidoost is de 241 Gangster Crip gang opgericht. Een van de oprichters, SinQuin, is in 2012 vermoord in dezelfde wijk.